# Bendan Duwur
Bendan Duwur is een bestuurslaag in het regentschap Semarang van de provincie Midden-Java, Indonesië. Bendan Duwur telt 4140 inwoners (volkstelling 2010).